# Front Porch Step
Front Porch Step, eigentlich Jake Mcelfresh, (* 6. November 1991 in Newark, Ohio) ist ein US-amerikanischer Singer-Songwriter.

## Karriere
Mcelfresh begann im Jahr 2012 Musik zu machen und wurde 2013 von Pure Noise Records unter Vertrag genommen, welche im selben Jahr sein Debütalbum Aware veröffentlichten. Einen Monat nach Veröffentlichung des Debütalbums spielte er vier Konzerte im Vorprogramm von Never Shout Never.
Den Sommer des Jahres 2014 verbrachte der Musiker auf der Warped Tour. Im Herbst folgte eine Tournee mit State Champs und Handguns. Im Dezember 2014 erschien seine EP Whole Again auch über Pure Noise Records.
Front Porch Step sollte im Jahr 2015 erneut auf der Warped Tour spielen, allerdings wurde er vom Veranstalter Kevin Lyman aufgrund von schweren Anschuldigungen gegen ihn im Raum standen, gestrichen. Zuvor hatten sowohl Besucher der Konzerttournee als auch teilnehmende Künstler seinen Rauswurf von der Warped Tour gefordert. Bereits im Frühjahr desselben Jahres hatte er eine Headliner-Tournee ohne näheren Informationen abgesagt. Lyman erlaubte Mcelfresh jedoch im Rahmen einer therapeutischen Maßnahme ein Konzert in Nashville, wo er inzwischen wohnhaft ist, unentgeltlich zu absolvieren.

### Anschuldigungen wegen sexueller Belästigung
Mehrere minderjährige Mädchen beschuldigten Mcelfresh des sexuellen Belästigung. Er soll den Betroffen über Telefonchat Nackfotos von sich geschickt haben. Dies hatte zur Folge, dass mehrere Petitionen gestartet wurden die forderten, dass Mcelfresh von der Warped Tour ausgeschlossen wird. Sowohl sein inzwischen ehemaliges Label Pure Noise Records als auch Warped-Tour-Organisator Kevin Lyman waren sich dieser Anschuldigungen gegenüber Front Porch Step bewusst. Am 9. Januar 2015 gab der Musiker die Absage aller im Jahr geplanten Konzerte, inklusive der Teilnahme an der Warped Tour, bekannt.
Am 3. April 2015 veröffentlichte Mcelfresh ein offizielles Statement zu den Anschuldigung. In diesem hieß es, dass er als Heranwachsender kein Selbstvertrauen besaß und kein Mädchschwarm gewesen sei. Mit seinem musikalischen Erfolg sei er so überrascht gewesen, wie viel Aufmerksamkeit er von weiblichen Fans erhielt. Er gab zu mit Frauen und darunter auch Minderjährigen telefonischen Kontakt geführt zu haben, allerdings seien die Chatverläufe nicht so einseitig gewesen, wie bekannt wurde. Auch gab er zu, dass manche Nachrichtenverläufe sexuelle Inhalte gehabt haben, diese allerdings nur mit Frauen getätigt wurden die zuvor ihre Einverständnis gegeben haben. Er sagte, dass dieser Vorfall einiges zerstört habe und er eine längere Pause von sozialen Netzwerken genommen habe und eventuell im Sommer wieder auftreten wolle.
Am 1. Juli 2015 spielte Front Porch Step sein erstes Konzert nach den Anschuldigungen in Nashville, Tennessee im Rahmen der Warped Tour. Kevin Lyman sagte, dass er mit Mcelfreshs Betreuer gesprochen habe und dieser Auftritt im Rahmen seiner Therapie stattfinde und deshalb nicht für den Auftritt bezahlt würde. Viele an der Tour teilnehmende Musiker, darunter The Wonder Years, Senses Fail, Stick to Your Guns, Man Overboard und Citizen äußerten ihr Unverständnis für diese Entscheidung und forderten Besucher auf seinen Auftritt zu boykottieren. Mcelfresh wurde bei seinem Auftritt in Nashville von einem Besucher öffentlich kritisiert, woraufhin dieser entgegnete, dass er wisse wer er sei und sei stolz darauf.

„The difference between you and me is that I know who I am, and I fucking am very proud of that. So you can go ahead, watch my set. Thank you very much. Thanks for the ticket money, dude.“

Die US-amerikanische Hardcore-Band Stray from the Path veröffentlichten mit D.I.E.P.I.G. ein Lied, welches auf diese Vorfälle basiert und gegen sich gegen Musiker richtet die Frauen sexuell belästigen und ihren Erfolg missbrauchen.

### Musikalischer Neuanfang
Am 2. Juni 2016 veröffentlichte Front Porch Step mit Help Me Hurt das erste Lied nach den Vorfällen. In diesem greift er diese Vorfälle vage auf und bittet Gott um Vergebung.

## Diskografie
- 2013: Aware (Album, Pure Noise Records)
- 2014: Whole Again (EP, Pure Noise Records)
- 2016: Help Me Hurt (Single)
- 2017: I Never Loved Before I Found You (Album)